# Issac
Issac (okzitanisch: Eiçac) ist eine französische Gemeinde mit 437 Einwohnern (Stand: 1. Januar 2022) im Département Dordogne in der Region Nouvelle-Aquitaine (vor 2016 Aquitanien). Sie gehört zum Arrondissement Périgueux und zum Kanton Périgord Central.

## Geographie
Issac liegt etwa 18 Kilometer nordnordwestlich des Stadtzentrums von Bergerac und etwa 22 Kilometer südwestlich von Périgueux im Perigord. Umgeben wird Issac von den Nachbargemeinden Sourzac im Nordwesten und Norden, Saint-Séverin-d’Estissac im Norden, Saint-Jean-d’Estissac im Nordosten, Saint-Hilaire-d’Estissac im Osten, Beleymas im Osten und Südosten, Église-Neuve-d’Issac im Süden sowie Bourgnac im Westen.

## Bevölkerungsentwicklung
| Jahr                       | 1962 | 1968 | 1975 | 1982 | 1990 | 1999 | 2006 | 2019 |
| Einwohner                  | 526  | 472  | 408  | 354  | 389  | 385  | 380  | 435  |
| Quellen: Cassini und INSEE |      |      |      |      |      |      |      |      |

## Sehenswürdigkeiten
- Kirche Saint-Avit aus dem 12. Jahrhundert
- Schloss Montréal aus dem 12./13. Jahrhundert, Umbau zum Schloss im 16. Jahrhundert, Monument historique seit 1948/1991
- Schloss Maupas aus dem 14. Jahrhundert
- Turm Saint-Jacques aus dem 15. Jahrhundert, Monument historique seit 1987
- Haus Chastenet  aus dem 18. Jahrhundert, Monument historique seit 1987

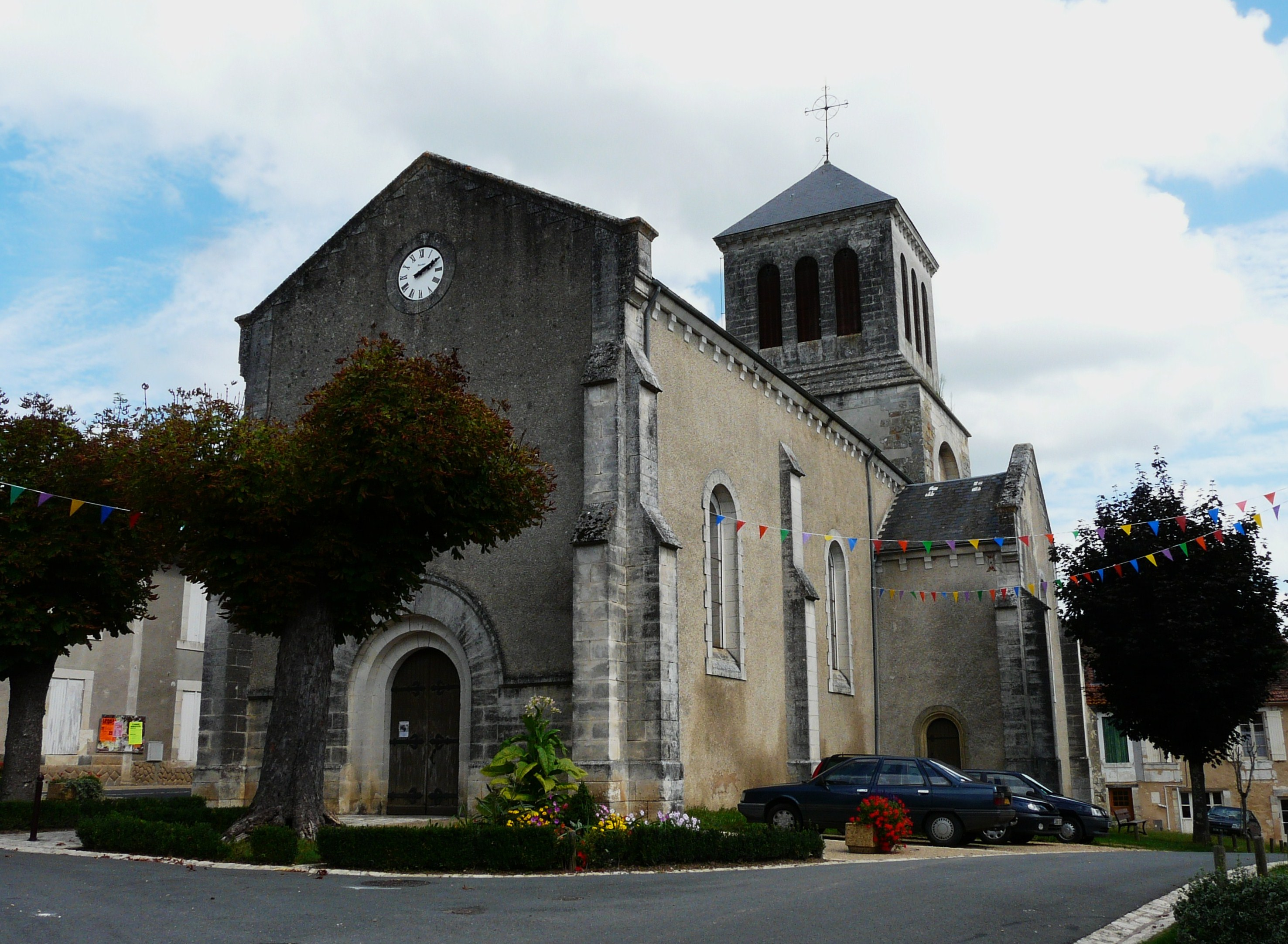
Kirche Saint-Avit
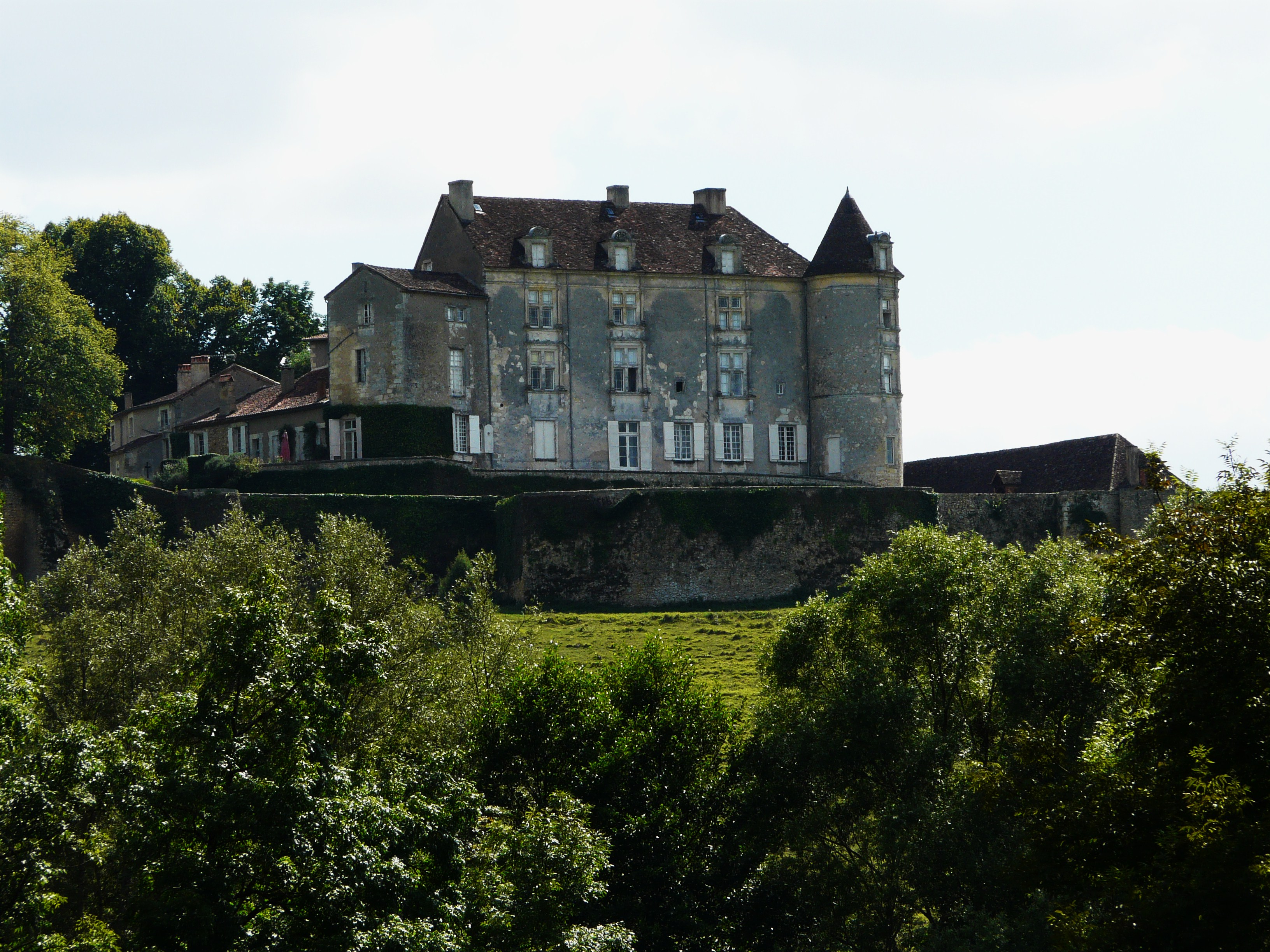
Schloss Montréal
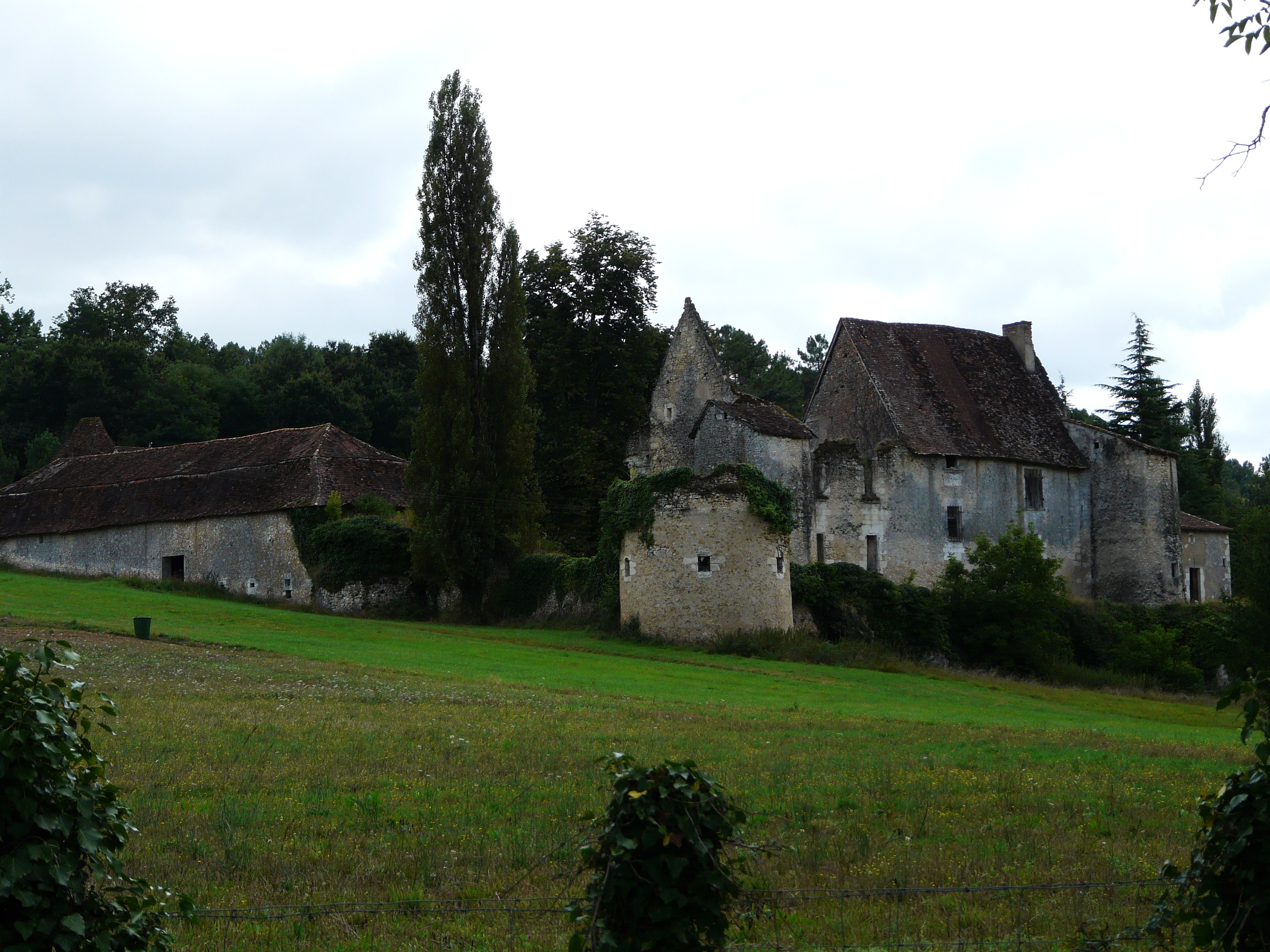
Schloss Maupas
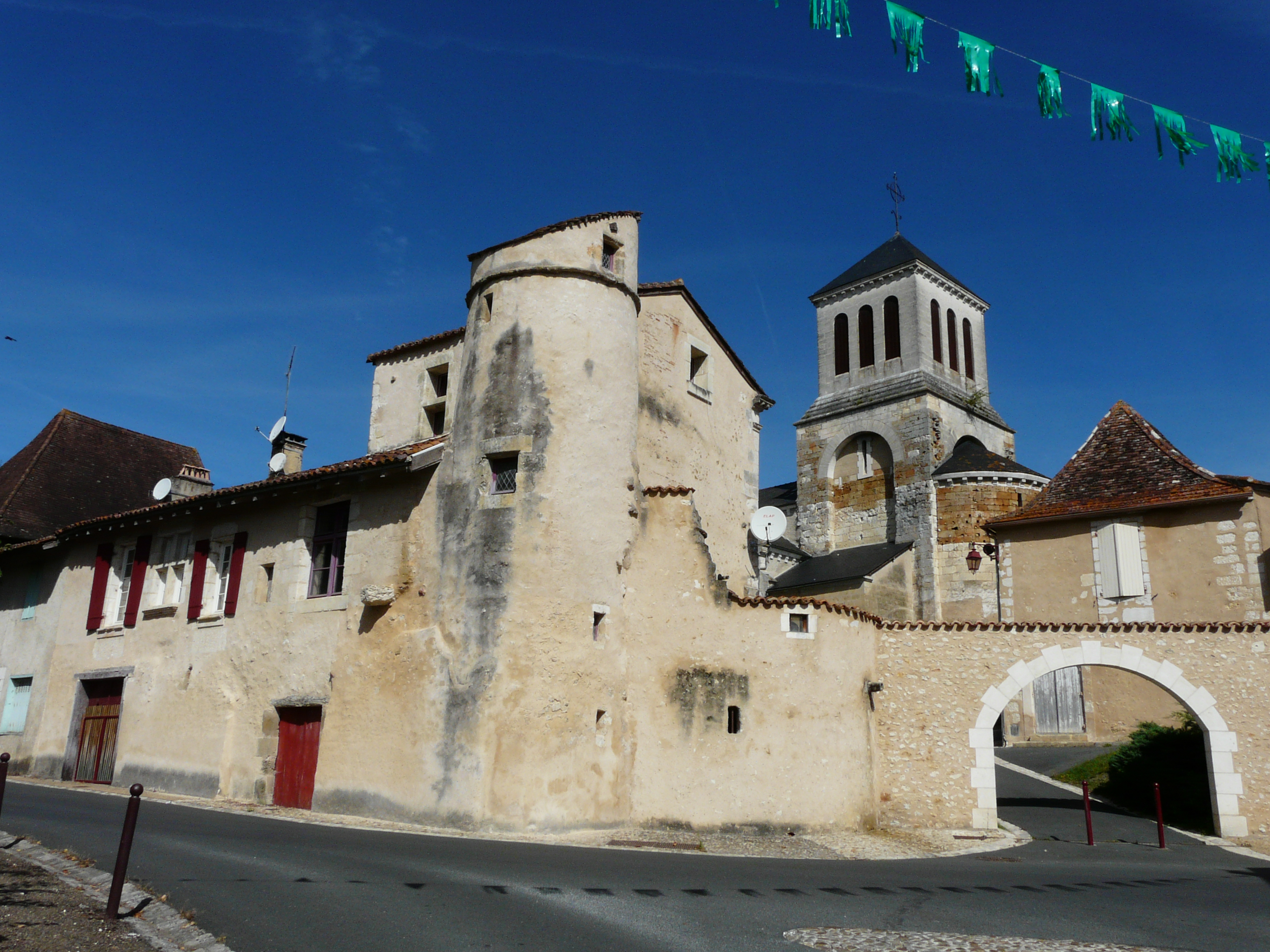
Turm Saint-Jacques
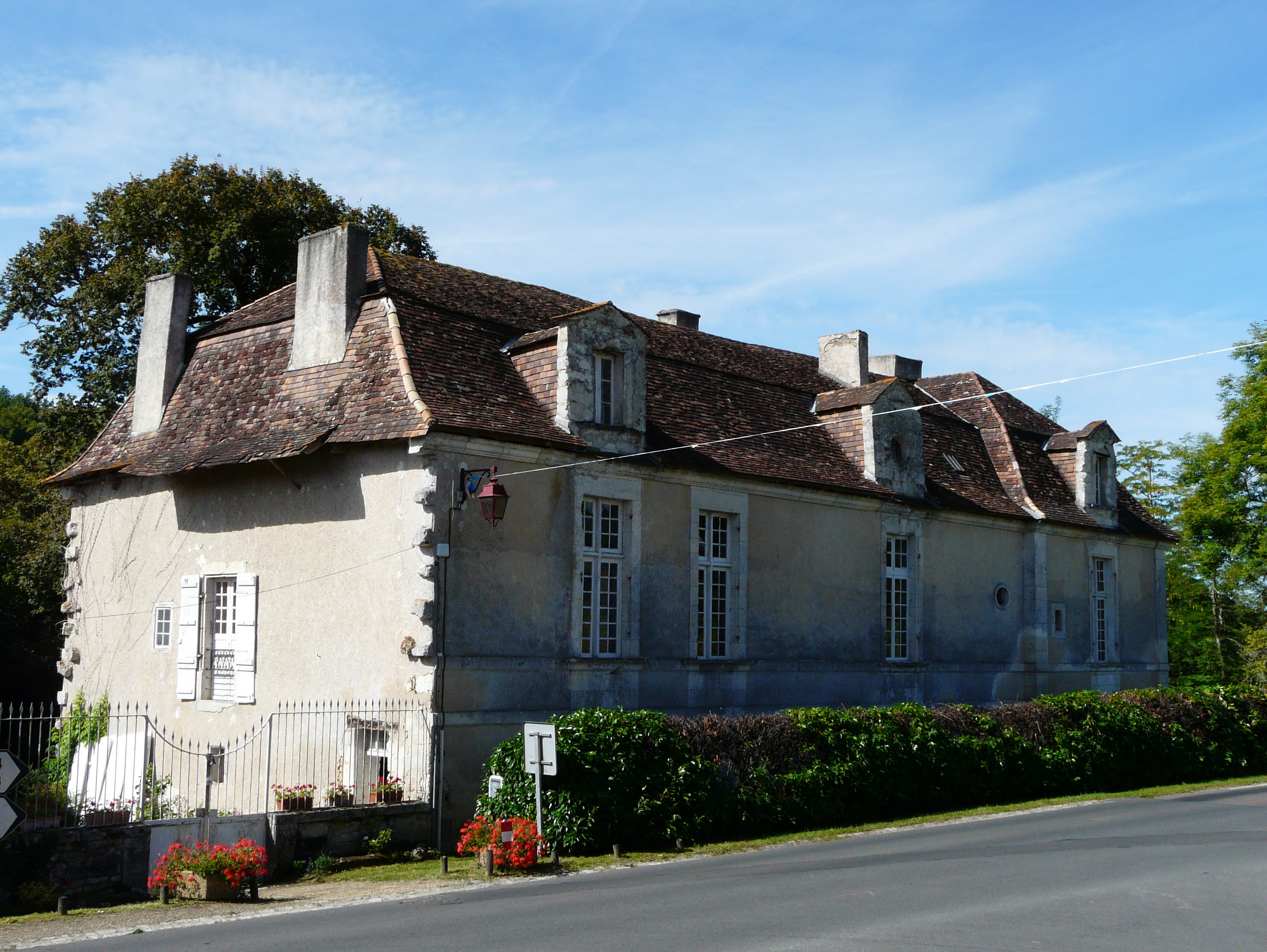
Haus Chastenet
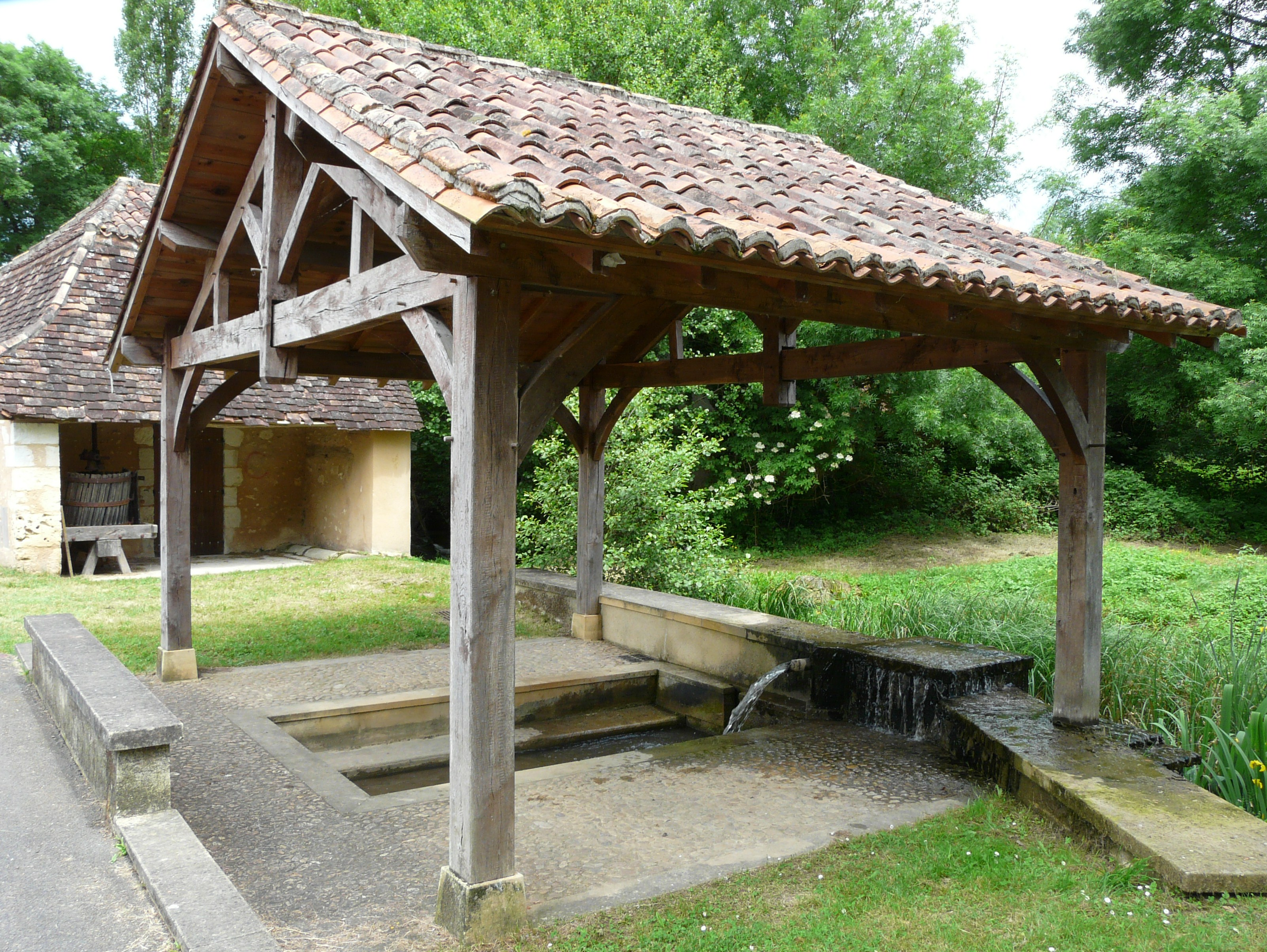
Ehemaliges Waschhaus

## Gemeindepartnerschaft
Mit der kanadischen Gemeinde Chandler in der Provinz Québec besteht seit 2014 eine Partnerschaft.

## Persönlichkeiten
- Claude Bébéar (* 1935), Unternehmer, ehemaliger CEO von AXA
- Bernard de Faubournet de Montferrand (* 1945), Botschafter, Einwohner von Issac